# Alain Moreaux
Pour les articles homonymes, voir Moreaux.
Alain Moreaux (né le 15 janvier 1940 à Lizines) est un athlète français, spécialiste du saut à la perche.

## Biographie
Il est sacré champion de France du saut à la perche en 1964 à Colombes.
Il remporte la médaille d'argent aux Universiades d'été de 1963 et la médaille de bronze aux Universiades d'été de 1967.
Ses records personnels sont de 4,90 m en plein air (1967) et 5,00 m en salle (1968).